# Gnophosema isometra
Gnophosema isometra är en fjärilsart som beskrevs av W. Warren 1888. Gnophosema isometra ingår i släktet Gnophosema och familjen mätare. Inga underarter finns listade i Catalogue of Life.